# Fitzroy River (Queensland)
Fitzroy River er en flod i det centrale Queensland i Australien. På det lokale aboriginske sprog (Darumbal hedder den Toonooba. Afvandingsområdet dækker et areal på 142.665 km2, hvilket er det største på den australske østkyst.
Floden må ikke forveksles med Fitzroy River i Western Australia eller Fitzroy River i Victoria.

## Geografi
Fitzroy River begynder nær Duaringa, hvor floderne Mackenzie og Dawson løber sammen. Mackenzie River afvander bjergkæden Expedition Range mod nord, og Dawson afvander bjergkæden Carnarvon Range mod syd. Fitzroy River løber først mod øst og derefter mod nord nær Goodedulla National Park. Floden drejer derefter mod øst syd for Lake Learmouth State Forest og derefter parallelt med Bruce Highway gennem Yaamba før den drejer mod syd til Rockhampton, hvor Bruce Highway krydser floden. Efter Rockhampton løber floden mod sydøst forbi Berserker Range og Humbug Point til syd for Flat Top Range for endelig at løbe ud i Keppel Bay i Koralhavet nær MacKenzie Island Conservation Park.
Fitzroy River har 36 bifloder inklusiv Mackenzie River med bifloderne Nogoa River, Comet River, Isaac River og dens biflod Connors River, samt Dawson River med bifloderne Don River og Dee River.

### Afvandingsområde
Floden afvander et område på 142.665 km²  I flodmundingen er der 292 km² vådområde og langs floden 1.548 km² vådområde. Afvandingsområdet strække sig fra Carnarvon Range i vest til udmundingen i Keppel Bay. Det grænser mod nord op til afvandingsområdet for Burdekin River og mod syd til Burnett River.
Floden har en årlig vandføring på 5,9 ×109 m3. Der er også vigtige grundvandsreservoirer i området.
Fitzroy River flodsystemet var et af flere i Queensland, som havde omfattende oversvømmelser i 2010-11. I 2013 var der store oversvømmelser omkring Mount Morgan og Biloela, der bredte sig til de nedre dele af Dawson River. Don River og Dee River steg også til nye rekordhøjder. Fitzroy River steg til 8,61 meter over daglig vande ved Rockhampton.

### Reservoirer
Fitzroy River flodsystemet har mange stemmeværk og dæmninger, som bruges af landbrug, mineselskaber eller til almindeligt forbrug. De største reservoirer i Dawson Rivers del af flodsystemet er Glebe Weir, Gyranda Weir, Theodore Weir, Moura Weir, Callide Dam og Kroombit Dam.
I Mackenzie Rivers del ligger Comet Weir, Fairbairn Dam, Theresa Creek Dam, Bedford Weir, Bingegang Weir og Tartrus Weir. Fairbairn Dam i Nogoa River og stemmeværkene leverer vand til kunstvanding af en lang række afgrøder som bomuld, jordnødder, kikærter, majs, citrusfrugt, vindruer og meloner. De leverer også vand til kulminer og byen Emerald.
I Fitzroy Rivers del ligger kun Eden Bann Weir og Fitzroy River Barrage. Sidstnævnte ligger tæt på Rockhampton og kan rumme 61 ×106 m3. Den forsyner Rockhampton og omegn med drikkevand.

## Flora og fauna
I de nedre dele af floden lever der saltvandskrokodiller. Krokodillerne er fredet, og bestanden er i fremgang. I september 2017 blev en 5,2 meter lang krokodille fundet skudt - ulovligt - ved Rockhampton. 
Fitzroy-skildpadden (Rheodytes leukops) blev første gang beskrevet videnskabeligt i 1980. Arten findes kun i Fitzroys flodsystem.
Der er mange forskellige ferskvandsfisk i Fitzroys flodsystem. Den populære spisefisk barramundi yngler i floden sammen med 'sooty grunter' (Hephaestus fuliginosus) og en variant af gul flodaborre.
Omkring 987 km² af flodsletten og deltaet er blevet klassificeret af BirdLife International som Fitzroy Floodplain and Delta Important Bird Area (IBA). I perioder opholder mere end 1% af verdensbestanden af spidshalet ryle sig her, ligesom mangrovehonningæderen yngler i området.
I flodmundingen findes en bestand på 60 - 80 eksemplarer af delfinarten Orcaella heinsohni. Den blev først i 2005 anerkendt som en selvstændig art og ikke en underart af irrawaddy-delfinen.

## Historie
De oprindelige beboere omkring Fitzroy River er Darumbal-stammen, specielt klanerne Baiali og Jetimarala. De kalder floden Toonooba.
Floden fik sit engelske navn af de europæiske bosættere Charles og William Archer 4. maj 1853 til ære for Charles FitzRoy, den daværende guvernør i New South Wales (Queensland blev først en separat koloni i 1859). Den kendte bådebygger Colin Archer, bror til Charles og William, var den første europæer, der vides at have sejlet op af floden.
Byen Rockhampton ligger ved floden 40 kilometer fra kysten. I det 19. og starten af det 20. århundrede var den en vigtig havneby, selv om klipper forhindrede sejlads længere op af Fitzroy River. Efterhånden som skibene blev større, blev der mindre kommerciel trafik på floden, og i dag er det kun lystbåde og mindre fiskerbåde, som benytter floden. Kajanlæggene, som lå langs hele Rockhampton, er næsten alle sammen gået til eller er blevet flyttet. Port Alma, i Fitzroy Rivers delta, er nu Rockhamptons nærmeste havn.
Ejendommen Glenmore Homestead blev bygget i 1858 på den nordlige flodbred syv kilometer nordvest for Rockhampton. Det er registreret som bevaringsværdigt i Queensland Heritage Register og er i dag en turistattraktion.
Fitzroy River bliver i Rockhampton benyttet til mange fritidsaktiviteter. Rockhampton Ski Gardens på Fitzroy River, lidt længere oppe af floden end Fitzroy River Barrage, bruges af lokale sportsklubber til vandski, dragebåde og roning. Rockhamptons årlige halvmarathon Rocky River Run løbes langs Fitzroy River. Den årlige fiskekonkurrence, Barra Bounty, er endnu et arrangement ved Fitzroy River i Rockhampton. Byen fejrer også Fitzroy River hvert år med Rockhampton River Festival.